# Johan Linton
Johan Olof Peter Linton, född 26 oktober 1966, är en svensk arkitekt, formgivare, författare, forskare och universitetslektor. Han är civilingenjör teknisk fysik och arkitekt och doktorerade med en avhandling om Le Corbusiers arkitekturteori. Han har publicerat ett stort antal texter om Le Corbusier men också om andra perioder i arkitekturhistorien samt om svensk samtidsarkitektur. Linton är en av upphovspersonerna bakom den göteborgsbaserade kulturtidskriften Arche och har varit ansvarig för formgivningen och arkitekturinnehållet sedan det första numret publicerades i mars 2002. Han har sin egen konstnärsstudio i Göteborg och har fått priser för såväl sitt konstnärliga som sitt vetenskapliga arbete.
Linton publicerade 2021 en bok, Arkitektliv: Gert Wingårdh i samtal med Per Magnus Johansson och Johan Linton tillsammans med arkitekten Gert Wingårdh och psykoanalytikern Per Magnus Johansson. Boken utgår från samtal som Wingårdh under ett decennium haft med Linton och Johansson.